# Temploux
Temploux is een plaats in de Condroz, 7 kilometer ten westen van Namen, de hoofdstad van Wallonië, in België. Sinds de gemeentelijke herindeling van 1977 maakt het deel uit van de gemeente Namen.
Temploux is overwegend agrarisch, maar ontleent zijn betekenis daarnaast aan het vliegveld Suarlée, ook wel Aérodrome de Namur-Temploux genoemd. Dit vliegveld fungeert voornamelijk voor kleinere sportvliegtuigen, zweefvliegtuigen en helikopters.
De gotische kerk van Saint-Hilaire domineert de dorpskern. De toren, het koor en het transept staan op de lijst van beschermde monumenten. Temploux telt verder een flink aantal opmerkelijke, door Hubert Sauvage ontworpen moderne woonhuizen, waaronder Sauvages eigen woonhuis.
Sinds 1978 wordt hier jaarlijks de grootste rommelmarkt van België gehouden. De markt gaat 's avonds door.

## Demografische ontwikkeling
- Bronnen:NIS, Opm:1831 tot en met 1970=volkstellingen, 1976= inwoneraantal op 31 december

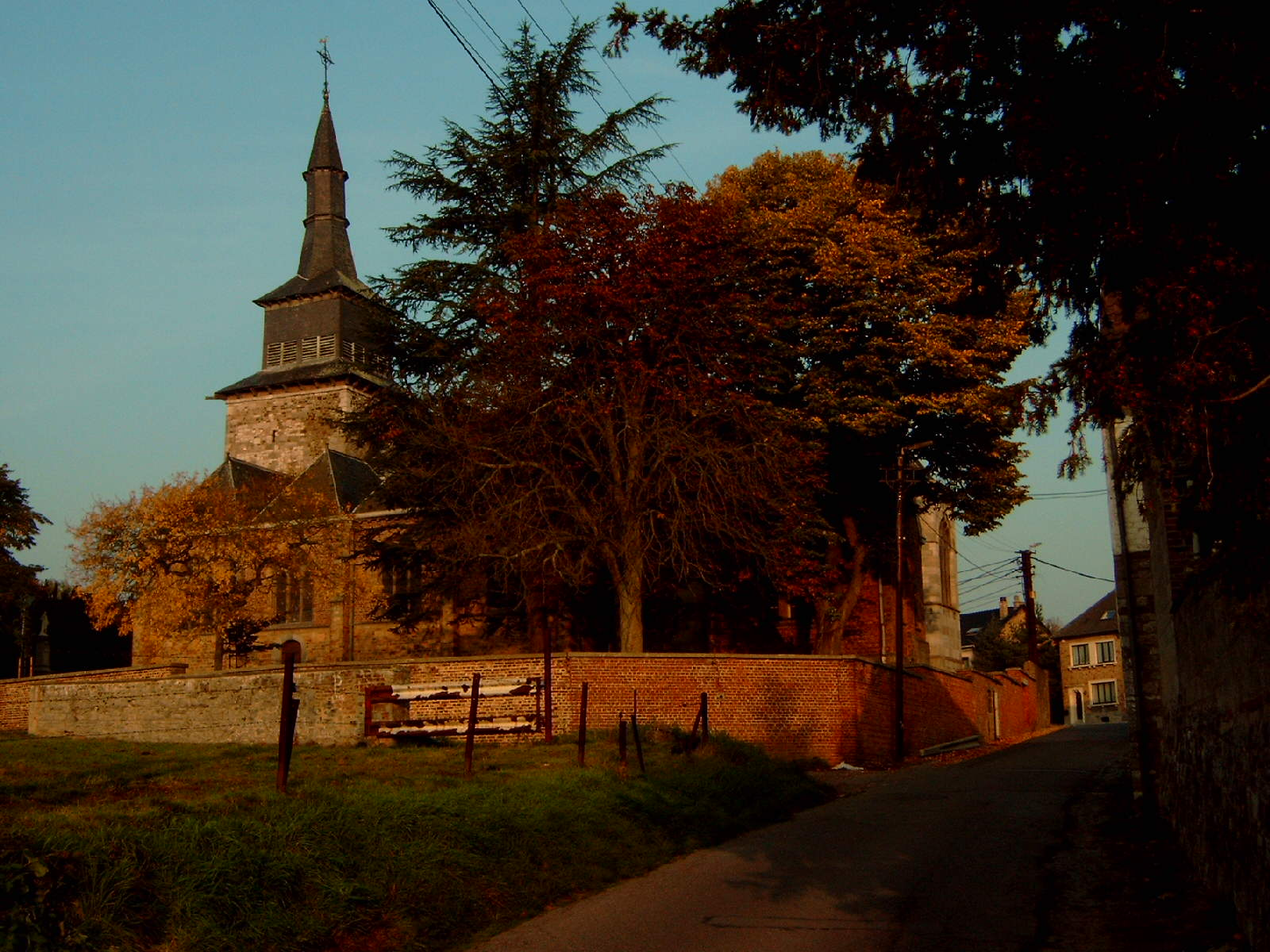
De kerk van Saint-Hilaire in het centrum van Temploux